# Numerus Electorum
Der Numerus Electorum (deutsch Numerus der Ausgewählten) war eine römische Auxiliareinheit. Sie ist durch Inschriften belegt. Aus der Einheit ging möglicherweise der spätrömische Numerus Bis Electorum hervor.
Die Sollstärke des Numerus Electorum ist unbekannt. Die Einheit bestand möglicherweise zur Gänze aus Reitern, zumindest wurde sie aber teilweise aus Reitern zusammengestellt.

## Namensbestandteile
- Electorum: der Ausgewählten. Die Soldaten des Numerus wurden bei Aufstellung der Einheit aus Truppenteilen abgeordnet, die in der jeweiligen nordafrikanischen Provinz stationiert waren.

## Geschichte
Der Numerus ist in den Provinzen Mauretania Caesariensis und Numidia durch Inschriften des 2. und 3. Jh. n. Chr. belegt. Es dürfte sich dabei um eine zeitlich länger bestehende Einheit gehandelt haben (im Gegensatz zu einem Numerus Collatus, der nur vorübergehend für einen begrenzten Zeitraum oder eine bestimmte Aufgabe gebildet wurde).
Die Einheit ist möglicherweise mit folgenden beiden Vexillationen identisch: erstens mit den Vexillarii Africae et Mauretaniae Caesariensis, die in Militärdiplomen von 146 (ZPE-191-269) und 158 (CIL 16, 108) für die Provinz Dacia superior aufgeführt sind und zweitens mit der in der Inschrift (AE 1956, 124) erwähnten Vexillatio Equitum Afrorum et Maurorum Electorum, die um 169 in den Markomannenkriegen kämpfte.
Aus Angehörigen des Numerus Electorum wurde möglicherweise der spätrömische Numerus Bis Electorum aufgestellt, der in der Inschrift (CIL 8, 17414) erwähnt wird.

## Standorte
Standorte des Numerus sind nicht bekannt.

## Angehörige des Numerus
Folgende Angehörige des Numerus sind bekannt:

### Kommandeure
- [?],[A 4] ein Tribun (CIL 8, 20999)

### Sonstige
- Atinius Augustalis, ein Duplicarius (AE 1901, 113)
- [Cornelius R]omanus,[A 5] ein Decurio (CIL 8, 8494)